# Letališče Split
Letališče Split je tretje največje letališče na Hrvaškem (po številu turistov), ki primarno oskrbuje Split.